# 2016 en musique
| \| • Retour à la chronologie générale de la musique populaire • \| |
| XXIe siècle • XXe siècle • XIXe siècle • XVIIIe siècle XVIIe siècle • XVIe siècle • XVe siècle • XIVe siècle XIIIe siècle • XIIe siècle • XIe siècle • Xe siècle IXe siècle • VIIIe siècle • Haut Moyen Âge • Rome • Grèce |
| • Retour à la chronologie générale de la musique populaire • |

| • Retour à la chronologie générale de la musique populaire • |

| Années de la musique populaire : 2013 - 2014 - 2015 - 2016 - 2017 - 2018 - 2019    |
| Décennies de la musique populaire : 1980 - 1990 - 2000 - 2010 - 2020 - 2030 - 2040 |

Cet article présente les faits marquants de l'année 2016 en musique.

## Faits marquants

### En France
- 35,5 millions d'albums sont vendus en France en 2016[1].
- Renaud écoule près de 300 000 ventes en une semaine de son album éponyme[2]. Il se produit du 11 au 29 octobre au Zénith de Paris.
- Décès de Michel Delpech.

### Dans le monde
- Décès de David Bowie, Maurice White, Prince, Billy Paul, Leonard Cohen, Pete Burns et George Michael.

## Disques sortis en 2016
- Albums sortis en 2016
- Singles sortis en 2016

## Succès de l'année en France (singles)

### Chansons classées Numéro 1
Cette liste présente, par ordre chronologique, tous les titres s'étant classés à la première place des ventes durant l'année 2016.
- Adele : Hello
- David Bowie : Space Oddity
- Matt Simons : Catch & Release
- Renaud : Toujours debout
- Rihanna & Drake : Work
- Jain : Come
- Alan Walker : Faded
- Mylène Farmer : City of Love
- Kungs : This Girl
- Drake : One Dance
- Prince & The Revolution : Purple Rain
- Sia : Cheap Thrills
- Justin Timberlake : Can't Stop the Feeling!
- Céline Dion : Encore un soir
- David Guetta & Zara Larsson : This One's for You
- Booba : E.L.E.P.H.A.N.T
- DJ Snake & Justin Bieber : Let Me Love You
- Imany : Don't Be So Shy
- Lady Gaga : Perfect Illusion
- LP : Lost on You
- The Weeknd & Daft Punk : Starboy
- Booba : DKR
- Bruno Mars : 24K Magic
- Julien Doré : Le Lac
- Richard Orlinski & Eva Simons : Hearbeat
- Leonard Cohen : Hallelujah
- The Weeknd & Daft Punk : I Feel It Coming

### Chansons francophones
Cette liste présente, par ordre alphabétique, tous les titres francophones s'étant classés plus d'une semaine parmi les 15 premières places du Top 50 durant l'année 2016.
- Amir : J'ai cherché
- Booba : DKR
- Céline Dion : Encore un soir
- Christophe Maé : Il est où le bonheur
- Claudio Capéo : Un homme debout
- Jul : My world
- Jul : Tchikita
- Julien Doré : Le Lac
- Kendji Girac & Soprano : No me mires màs
- Kids United : On écrit sur les murs
- M. Pokora : Cette année-là
- Maître Gims & Niska : Sapés comme jamais
- Maître Gims : Tu vas me manquer
- Maître Gims : Ma beauté
- Mylène Farmer : City of Love
- PNL : Naha
- Renaud : Toujours debout
- Soprano : Le diable ne s’habille plus en Prada
- Soprano & Marina Kaye : Mon Everest
- Soprano : En feu
- Vianney : Je m’en vais

### Chansons non francophones
Cette liste présente, par ordre alphabétique, tous les titres non francophones s'étant classés plus d'une semaine parmi les 10 premières places du Top 50 durant l'année 2016.
- Adele : Hello
- Baptiste Giabiconi : Love to Love You Baby
- Bruno Mars : 24K Magic
- Calvin Harris & Rihanna : This Is What You Came For
- Calvin Harris : My Way
- Charlie Puth & Selena Gomez : We Don't Talk Anymore
- Clean Bandit & Sean Paul : Rockabye
- Coldplay : Adventure of a Lifetime
- Coldplay : Hymn for the Weekend
- David Guetta & Sia : Bang My Head
- David Guetta & Zara Larsson : This One's for You
- Deorro : Baïlar
- DJ Snake & Justin Bieber : Let Me Love You
- Drake : One Dance
- Enrique Iglesias : Duele el corazon
- Feder : Blind
- Hozier : Take Me to Church
- Imany : Don't Be So Shy
- Jain : Come
- Julian Perretta : Miracle
- Justin Bieber : Sorry
- Justin Bieber : Love Yourself
- Justin Timberlake : Can't Stop the Feeling!
- Kungs : This Girl
- Kungs : Don't You Know
- Kungs : I Feel So Bad
- LP : Lost on You
- Lukas Graham : 7 Years
- Madcon : Don’t Worry
- Mariah Carey : All I Want for Christmas Is You
- Matt Simons : Catch & release
- Mike Posner : I Took a Pill in Ibiza
- Møme : Aloha
- Rae Sremmurd : Black Beatles
- Rag'n'Bone Man : Human
- Richard Orlinski & Eva Simons : Heartbeat
- Rihanna & Drake : Work
- Sia : Cheap Thrills
- Sia & Kendrick Lamar : The Greatest
- The Weeknd & Daft Punk : I Feel It Coming
- The Weeknd & Daft Punk : Starboy
- Twenty One Pilots : Stressed Out
- Twenty One Pilots : Heathens
- Yall : Hundred Miles
- Zayn & Taylor Swift : I Don’t Wanna Live Forever

## Succès de l'année en France (albums)
Cette liste présente, par ordre alphabétique, les albums sortis en 2016 ayant obtenu une certification Platine ou Diamant en France.

### Doubles disques de diamant (plus d'1 million de ventes)
- PNL : Dans la légende
- Soprano : L'Everest

### Disques de diamant (plus de500 000 ventes)
- Céline Dion : Encore un soir
- Claudio Capéo : Claudio Capéo
- Jul : Émotions
- Jul : L'Ovni
- Julien Doré : &
- Kids United : Tout le bonheur du monde
- M. Pokora : My Way
- Nekfeu : Cyborg
- Renaud : Renaud
- Vianney : Vianney

### Triples disques de platine (plus de300 000 ventes)
- Amir : Au cœur de moi
- Bruno Mars : 24K Magic
- Christophe Maé : L'Attrape-rêves
- Damso : Batterie faible
- Djadja & Dinaz : On s'promet
- MHD : MHD
- Ninho : M.I.L.S
- Rihanna : Anti
- SCH : Anarchie
- Sia : This Is Acting
- Slimane : À bout de rêves
- The Weeknd : Starboy

### Doubles disques de platine (plus de200 000 ventes)
- Alonzo : Avenue de Saint-Antoine
- Black M : Éternel Insatisfait
- Drake : Views
- Jul : Album gratuit
- Kaaris : Okou Gnakouri
- Kungs : Layers
- LP : Lost on You
- S-Crew : Destins liés

### Disques de platine (plus de100 000 ventes)
- Alain Souchon & Laurent Voulzy : Le Concert
- Ariana Grande : Dangerous Woman
- Boulevard des Airs : Bruxelles
- Calypso Rose : Far from home
- Camille Berthollet : Camille et Julie
- Charlie Puth : Nine Track Mind
- David Bowie : Blackstar
- David Bowie : Legacy
- DJ Snake : Encore
- Dosseh : Yuri
- DTF : La hass avant le bonheur
- Florent Pagny : Habana
- Georgio : Héra
- Gradur : Where is l'album de Gradur
- Ibrahim Maalouf : 10 ans de Live !
- Imany : The wrong kind of war
- Johnny Hallyday : Rester vivant Tour
- Johnny Hallyday : Les 100 plus belles chansons
- Julien Clerc : Fans, je vous aime
- Kalash : Kaos
- Kalash Criminel : R.A.S
- Kaleo : A/B
- Kygo : Cloud Nine
- Lartiste : Clandestino
- Lartiste : Maestro
- Leonard Cohen : You Want It Darker
- Les Enfoirés : Au rendez-vous des Enfoirés
- Louise Attaque : Anomalie
- Metallica : Hardwired… to Self-Destruct
- MMZ : Tout pour le gang
- MZ : La dictature
- Niro : Les autres
- Niska : Zifukoro
- Phil Collins : The Singles
- Red Hot Chili Peppers : The Getaway
- Sadek : Nique le casino
- Shawn Mendes : Illuminate
- Shay : Jolie Garce
- Sia : This Is Acting
- Suicide Squad : The album
- Tal : Tal
- The Rolling Stones : Blue & Lonesome
- Travis Scott : Birds in the Trap Sing McKnight
- Vaiana
- Véronique Sanson : Dignes, dingues, donc...
- Vincent Niclo : 5.0

## Succès internationaux de l’année
Cette liste présente, par ordre alphabétique, les trente titres et albums ayant eu le plus de succès dans les charts internationaux en 2016,.

### Singles
- Adele : Hello
- Alan Walker : Faded
- Alessia Cara : Scars to Your Beautiful
- Calvin Harris & Rihanna : This Is What You Came For
- Coldplay : Hymn for the Weekend
- Desiigner : Panda
- DJ Snake & Justin Bieber : Let Me Love You
- DNCE : Cake by the Ocean
- Drake : One Dance
- Fifth Harmony & Ty Dolla $ign : Work from Home
- Imany : Don't Be So Shy
- James Arthur : Say You Won't Let Go
- Justin Bieber : Love Yourself
- Justin Bieber : Sorry
- Justin Timberlake : Can't Stop the Feeling!
- Kungs : This Girl
- Lukas Graham : 7 Years
- Major Lazer & Justin Bieber : Cold Water
- Mike Posner : I Took a Pill in Ibiza
- Mike Perry (en) : The Ocean
- Rae Sremmurd & Gucci Mane : Black Beatles
- Rag'n'Bone Man : Human
- Rihanna & Drake : Work
- Shawn Mendes : Treat You Better
- Sia : Cheap Thrills
- The Chainsmokers : Closer
- The Chainsmokers : Don't Let Me Down
- The Weeknd & Daft Punk : Starboy
- Twenty One Pilots : Stressed Out
- Twenty One Pilots : Heathens
- Zayn Malik : Pillowtalk

### Albums
- Ariana Grande : Dangerous Woman
- Beyonce : Lemonade
- Blink-182 : California
- David Bowie : Blackstar
- Drake : Views
- Frank Ocean : Blonde
- Flume : Skin
- Green Day : Revolution Radio
- J. Cole : 4 Your Eyez Only
- Kanye West : The Life of Pablo
- Keith Urban : Ripcord
- Kendrick Lamar : Untitled Unmastered
- Kings of Leon : Walls
- Lady Gaga : Joanne
- Leonard Cohen : You Want It Darker
- Lukas Graham : Lukas Graham
- Metallica : Hardwired… to Self-Destruct
- Nick Cave : Skeleton Tree
- Panic! at the Disco : Death of a Bachelor
- Radiohead : A Moon Shaped Pool
- Red Hot Chili Peppers : The Getaway
- Rihanna : Anti
- Shawn Mendes : Illuminate
- Sia : This Is Acting
- Suicide Squad
- The 1975 : I like it when you sleep, for you are so beautiful yet so unaware of it
- The Lumineers : Cleopatra
- The Rolling Stones : Blue & Lonesome
- The Weeknd : Starboy
- Zayn Malik : Mind of Mine
- Freeze Corleone : F.D.T

## Concerts en France
- Muse se produit à l'AccorHotels Arena du 26 février au 4 mars.
- Halsey se produit le 9 mars à Paris.
- Justin Bieber se produit à l'AccorHotels Arena les 20 et 21 septembre.
- Nekfeu se produit le 18 mars sur la scène du Zénith de Paris.
- Les 5 Seconds of Summer se produisent le 17 mai à Paris, le 18 mai à Lille et le 25 mai à Amnéville.
- Radiohead se produit au Zénith de Paris les 23 et 24 mai.
- Chris Brown se produit le 24 mai à Lyon, le 25 mai à Montpellier et le 28 mai à Paris.
- Paul McCartney se produit à l'AccorHotels Arena le 30 mai.
- Rihanna se produit dans plusieurs villes en France cet été[Quand ?] : Nice, Lyon, Paris.
- Beyoncé se produit le 21 juillet à Paris.
- Les Twenty One Pilots se produisent à Paris le 17 novembre au Zénith de Paris.
- The Vamps se produit le 22 avril à Paris
- Shawn Mendes se produit au mois de mai a l'Olympia de Pari
- Les Little Mix se produisent à Paris le 23 juin au Grand Rex
- Jul se produit notamment au Zénith de Paris et au dôme de Marseille en décembre.

## Récompenses
- États-Unis : 59e cérémonie des Grammy Awards
- États-Unis : American Music Awards 2016
- États-Unis : MTV Video Music Awards 2016
- États-Unis : 2016 Billboard Music Awards (en)
- Europe : 2016 MTV Europe Music Awards (en)
- Europe : Concours Eurovision de la chanson 2016
- France : 32e cérémonie des Victoires de la musique
- France : NRJ Music Awards 2016
- Québec : 38e gala des prix Félix
- Royaume-Uni : Brit Awards 2016

## Formations et séparations de groupes
- Groupe de musique formé en 2016
- Groupe musical séparé en 2016

## Décès
- 2 janvier : Michel Delpech, auteur-compositeur-interprète et acteur français.
- 3 janvier : Paul Bley, pianiste canadien de jazz.
- 8 janvier : Otis Clay, chanteur américain de soul, R&B et gospel.
- 10 janvier : David Bowie, auteur-compositeur-interprète et acteur anglais.
- 18 janvier : Glenn Frey, musicien, chanteur, compositeur et acteur américain, membre fondateur et guitariste du groupe de rock Eagles.
- 24 janvier : Jimmy Bain, bassiste écossais, membre des groupes Rainbow et Dio.
- 26 janvier : Colin Vearncombe, chanteur anglais du groupe Black.
- 28 janvier : Paul Kantner, guitariste et cofondateur du groupe rock Jefferson Airplane, et Signe Anderson, première chanteuse du même groupe.
- 3 février : Maurice White, chanteur, fondateur du groupe Earth, Wind and Fire.
- 7 février : Berre Bergen, bassiste belge.
- 8 mars : George Martin, producteur, connu pour son travail avec les Beatles.
- 10 mars : Keith Emerson, claviériste du groupe anglais de rock Emerson, Lake and Palmer.
- 21 avril : Prince, auteur-compositeur-interprète multi-instrumentiste américain.
- 24 avril : Papa Wemba, musicien congolais.
- 24 avril : Billy Paul, chanteur américain.
- 17 mai : Guy Clark, auteur-compositeur-interprète et musicien américain.
- 21 mai : Nick Menza, batteur américain.
- 10 juin : Christina Grimmie, chanteuse américaine.
- 16 juillet : Alan Vega, chanteur américain, membre du groupe Suicide.
- 22 août : Toots Thielemans, harmoniciste et guitariste de jazz belge.
- 3 septembre : Johnny Rebel, musicien américain de country.
- 8 septembre : Prince Buster, chanteur, DJ, percussionniste et producteur jamaïcain.
- 13 septembre : Anne Germain, chanteuse française.
- 9 octobre : Michiyuki Kawashima, chanteur et guitariste du groupe Boom Boom Satellites.
- 23 octobre : Pete Burns, chanteur du groupe anglais de new wave Dead or Alive.
- 4 novembre : Jean-Jacques Perrey, compositeur français.
- 7 novembre : Leonard Cohen, auteur-compositeur-interprète canadien.
- 13 novembre : Leon Russell, auteur-compositeur-interprète, pianiste et guitariste américain.
- 18 novembre : Sharon Jones, chanteuse américaine.
- 20 novembre : Paul Tourenne, chanteur français, membre des Frères Jacques.
- 7 décembre : Greg Lake, chanteur et bassiste du groupe anglais de rock Emerson, Lake and Palmer.
- 18 décembre : Léo Marjane, chanteuse française.
- 24 décembre : Rick Parfitt, chanteur, guitariste et compositeur du groupe britannique de hard rock et de boogie Status Quo.
- 25 décembre : George Michael, chanteur et auteur-compositeur-interprète anglais.
- 26 décembre : Alphonse Mouzon, batteur et percussionniste américain de jazz fusion.
- 28 décembre : Pierre Barouh, auteur-compositeur-interprète et producteur français.